# Jean Webster
Œuvres principales
- Papa-Longues-Jambes / Papa Faucheux (1912)

Jean Webster, née Alice Jane Chandler Webster le 24 juillet 1876 et morte le 11 juin 1916, est une autrice américaine de romans pour jeunes filles, dont le plus célèbre est Papa-Longues-Jambes ou Papa Faucheux (Daddy-Long-Legs), écrit en 1912, et sa suite, Mon ennemi chéri (Dear Enemy, 1915).
Ses livres les plus connus mettent en scène des jeunes femmes pleines de vie au seuil de l'âge adulte sur le plan personnel comme sur le plan social et intellectuel ; mais ils sont écrits avec suffisamment d'humour, de causticité dans les dialogues et la peinture de la société d'alors pour être d'une lecture agréable pour les lecteurs d'aujourd'hui.

## Biographie

### Enfance
Alice Jane Chandler Webster naît en 1876 à Fredonia, dans l’État de New York. Elle est l'aînée d'Annie Moffet Webster et de Charles Luther Webster. Elle passe son enfance dans un milieu matriarcal et militant, vivant avec son arrière-grand-mère, sa grand-mère et sa mère sous le même toit. Son arrière-grand-mère militait contre l’alcoolisme et sa grand-mère, pour l'égalité raciale et le droit de vote des femmes.
Sa mère est la nièce de l'écrivain Mark Twain (l'auteur de Tom Sawyer et Huckleberry Finn) ; son père est le gestionnaire de Mark Twain puis sera l'éditeur de plusieurs des livres de celui-ci aux éditions Charles L. Webster & Co., créées en 1884. Dans un premier temps, l'entreprise est florissante. Alice déménage à cinq ans avec sa famille dans une grande maison de New York ; les Webster acquièrent également une maison d'été sur l'île de Long Island. Cependant, la maison d'édition de son père rencontre des difficultés, et sa relation avec Mark Twain se détériore. En 1888, le père d'Alice fait une dépression et prend un congé. La famille retourne à Fredonia. Trois ans plus tard, son père se suicide par ingestion de drogue.
Alice fréquente l'école normale de Fredonia (Fredonia Normal School) et obtient en 1894, à dix-huit ans, un diplôme en peinture chinoise. De 1894 à 1896, elle est pensionnaire à l'école Lady Jane Grey de Binghamton qui compte environ vingt jeunes filles. Il y est enseigné des activités académiques universitaires, l'art, la musique, l'art de l'écriture, la diction et le savoir-vivre. Alice s'inspirera de cette école pour écrire son roman Trois Petites Américaines (Just Patty) : la disposition de l'école, le nom des chambres (Sky Parlour, Paradise Alley), les uniformes, les professeurs et l'emploi du temps quotidien des élèves se retrouveront dans son roman. C'est également à l'école Lady Jane Grey qu'Alice commence à être appelée Jean. Sa camarade de chambre se prénommant elle aussi Alice, l'école prie le futur auteur de bien vouloir utiliser un autre prénom. Elle choisit le prénom Jean, une variante de son second prénom (Jane). Jean obtient son diplôme en juin 1896, à vingt ans. Elle retourne à l'école normale de Fredonia où elle passera une année dans la section universitaire.

### À l'université
En 1897, à vingt et un an, Jean Webster entre à l'université privée de Vassar (Vassar College). Elle se spécialise en langue anglaise et en économie, prend des cours d'assistance sociale et de réforme pénale, et s'intéresse à la question sociale. Dans le cadre de ses cours, elle visite des instituts pour « délinquants et enfants indigents ». Elle s’investit au sein de la Maison d'accueil pour les pauvres à New York (Settlement House), créée par son université ; cette mission d'aide aux démunis l'occupera toute sa vie.
Ses années passées à l'université de Vassar lui fourniront matière à écrire When Patty Went to College et Papa-Longues-Jambes.
Jean Webster noue une grande amitié avec la future poétesse Adelaide Crapsey, amitié qui ne s'éteindra qu'avec la mort de celle-ci en 1914. 
Avec Adelaide, Jean participe à de nombreuses activités périscolaires dont l'écriture, le théâtre et la politique. Les deux amies soutiennent le candidat socialiste Eugene V. Debs lors de l'élection présidentielle de 1900, bien que les femmes n’eussent pas le droit de voter. Jean écrit des articles pour le journal de son université et pour le journal The Poughkeepsie Sunday Courier. Elle dira qu'elle était « calée en anglais », mais son orthographe était jugée plutôt excentrique : lorsqu'un professeur, horrifié, lui demande qu'elle est la source de son orthographe erronée, elle répond : Webster, un jeu de mots qui fait allusion au célèbre dictionnaire anglais Webster,.
Jean Webster passe un semestre universitaire en Europe en compagnie de deux étudiants de Vassar. Elle visite la France et le Royaume-Uni, mais sa principale destination est l'Italie : elle se rend à Rome, Naples, Venise et à Florence. À Paris, elle rencontre Ethelyn McKinney et Lena Weinstein, deux Américaines qui deviendront ses amies pour la vie. En Italie, elle rassemble des informations pour sa thèse en économie dont le sujet est Le Paupérisme en Italie. Elle rédige également des articles sur ses voyages pour le journal The Poughkeepsie Sunday Courier et recueille des éléments pour une nouvelle, Villa Gianini, qui sera publiée dans le journal de Vassar en 1901 (elle en fera plus tard un roman qu'elle intitulera The Wheat Princess).
Jean Webster retourne à l'université de Vassar et en sort diplômée en juin 1901.

### L'âge adulte
Elle retourne chez elle à Fredonia et commence la rédaction de When Patty Went to College, dans lequel elle décrit la vie d'une école pour jeunes femmes. Après quelques difficultés pour trouver un éditeur, le livre est publié en mars 1903 et obtient de bonnes critiques. Jean commence l'écriture de nouvelles qui seront publiées sous le titre Much Ado about Peter. Durant l'hiver 1903–1904, elle part avec sa mère visiter l'Italie ; les deux femmes séjourneront six semaines à Palestrina, près de Rome. Elle y écrira Wheat Princess, qui sera publié en 1905. Les années suivantes, elle retournera en Italie puis fera un tour du monde de huit mois en compagnie d'Ethelyn McKinney, de Lena Weinstein et de deux autres camarades : elle visitera l'Égypte, l'Inde, la Birmanie, le Sri Lanka, l'Indonésie, Hong Kong, la Chine et le Japon. Seront également publiés deux autres romans : Jerry Junior en 1907 et The Four Pools Mystery en 1908.
Jean Webster se fiance en secret avec Glenn Ford McKinney, le frère de son amie Ethelyn McKinney. Avocat de son état, Glenn Ford avait eu beaucoup de difficultés à combler les attentes de son riche et prospère père, John Luke McKinney, un magnat du pétrole. À l'image de l'intrigue secondaire du roman de Jean Webster, Mon ennemi chéri (Dear Enemy), il avait eu un mariage malheureux avec une femme instable, Annette Reynaud, qui avait souvent été  hospitalisée pour troubles maniaco-dépressifs. Les McKinneys avaient eu un fils, John, qui montrait lui aussi des signes d'instabilité mentale. Glenn Ford évacuait ce stress par la pratique de la chasse, les voyages en yacht mais aussi par l'abus d’alcool. Il en résultera de fréquents séjours au sanatorium. Les McKinneys se séparent en 1909. Le divorce étant alors très rare et difficile à obtenir, le couple ne divorcera qu'en 1915. Après la séparation, Glenn Ford McKinney continue son combat contre l'alcoolisme mais gardera son vice sous contrôle en cet été de 1912, quand il accompagne en Irlande sa sœur Ethelyn McKinney, Jean Webster et Lena Weinstein.
Pendant cette période, Jean continue à écrire des nouvelles et commence à adapter quelques-uns de ses livres pour le théâtre. En 1911, est publié son roman Trois Petites Américaines (Just Patty). Durant son séjour dans une vieille ferme de Tyringham, dans l’État du Massachusetts, elle commence la rédaction de Papa-Longues-Jambes. Ce récit d'une jeune orpheline dont les études sont financées par un bienfaiteur anonyme, sera son œuvre la plus célèbre. Hormis le chapitre d'introduction, le roman est écrit sous forme épistolaire (les lettres qu'écrit l’héroïne à son bienfaiteur). Il paraît d'abord en feuilleton dans la revue The Ladies' Home Journal puis est publié sous forme de livre en octobre 1912. Papa-Longues-Jambes est acclamé aussi bien par le public que par les critiques littéraires.
Le succès de Jean Webster est assombri par la maladie de son amie d'université Adelaide Crapsey, qui meurt de la tuberculose en octobre 1914. En juin 1915, Glenn Ford McKinney obtient enfin le divorce et épouse Jean Webster le 7 septembre à Washington, dans l’État du Connecticut. Le couple passe sa lune de miel dans un chalet près de la ville de Québec, au Canada ; l'ex-président des États-Unis Theodore Roosevelt leur rend visite à l'improviste et leur dira : « J'ai toujours voulu rencontrer Jean Webster. Nous pouvons installer une cloison dans la pièce. »
À leur retour aux États-Unis, les jeunes mariés s'installent dans l'appartement de Jean Webster qui a vue sur Central Park et sur la ferme McKinney's Tymor, dans le Comté de Dutchess à New York. En novembre 1915, est publié Mon ennemi chéri (Dear Enemy), la suite de Papa-Longues-Jambes ; ce sera également un bestseller. 
Jean Webster tombe enceinte. Il lui est dit que sa grossesse est risquée, comme cela a  souvent été le cas dans sa famille. La jeune femme s'implique socialement : elle visite les prisons, assiste à des réunions sur la réforme des orphelinats et sur le droit de vote des femmes. Elle commence la rédaction d'un roman et d'une pièce de théâtre ayant pour cadre le Sri Lanka. Ses amis déclarent qu'ils ne l'ont jamais vue aussi heureuse.

### Décès
L'après-midi du 10 juin 1916, elle entre à l'Hôpital Sloan pour les femmes (Sloan Hospital for Women) de New York. Glenn McKinney, appelé en pleine réunion à l'université de Princeton, arrive 90 minutes avant la naissance, à 22h30, de sa fille. Tout semble bien aller, mais le lendemain, à 7h30, Jean Webster meurt de fièvre puerpérale. Elle a trente-neuf ans. Sa fille sera appelée Jean (Petite Jean) en l'honneur de sa mère.

## Papa-Longues-Jambes
En France, Jean Webster est principalement connue pour son livre Papa-Longues-Jambes, paru jusqu'en 1981 sous le titre Papa Faucheux. Récit plein d'humour, et surtout, de tendresse, ce roman traite de tous les thèmes chers à l'auteur : l'éducation des enfants et particulièrement des jeunes filles, la vie à l'orphelinat et à l'université au travers de l’héroïne, Judy. Ce roman reste aujourd'hui encore une référence de la littérature pour la jeunesse. Sa suite, Mon ennemi chéri (Dear Enemy, 1915), également parue en France, relate sous forme épistolaire lui aussi les aventures de Sallie McBride, une camarade de Judy qui devient surintendante de l'orphelinat dans lequel a grandi Judy.
Cependant, si Jean Webster est peu connue en France, où seuls trois romans ont été édités, il n'en est pas de même aux États-Unis où elle a mené une carrière d'écrivain aussi brève que brillante. Engagée dans des actions politiques et sociales, elle a connu la consécration avec son roman Papa-Longues-Jambes qui est aujourd'hui un classique.

## Romans publiés en France
Note : la 1re date est celle de la 1re édition française.
- 1918 : Papa Faucheux (roman d'une Américaine) Titre original : Daddy-Long-Legs (1912). Traduction de Frances Keyzer ; éditeur : Pierre Laffite, Paris, In-16, 213 p. Rééditions : 1925 : Hachette, coll. Bibliothèque verte ; 1933 : Hachette, coll. Bibliothèque verte ; 1954 : Hachette, collection des Grands romanciers, illustré par Marianne Clouzot ; 1963 : Hachette, coll. Bibliothèque verte no 242, illustré par Philippe Daure, etc.
- 1927 : Mon ennemi chéri Titre original : Dear Enemy (1915). Traduction de Henry Borjane, illustrations de Jean Hée ; Paris : Les Arts et le livre, collection "La Joie de nos enfants", In-4°, 174 p. Rééditions : 1948, Hachette, collection Bibliothèque verte, trad. Henry Bojane, ill. Micheline Duvergier ; 1950, Hachette, coll. Bibliothèque verte., trad. Henry Bojane, ill. André Pécoud.
- 1927 : Trois Petites Américaines Titre original : Just Patty (1911). Traduction de Henry Borjane, Paris : G. Crès, In-16, 237 p. Rééditions : Hachette, coll. Bibliothèque verte, 1938, 1947, 1952, 1958, 1960, 1964. Illustré par André Pécoud puis Albert Chazelle.
- 2024 : Patty étudiante https://www.idesaizieu.comTitre original : When Patty Went to College (1903). Traduction d'Isabelle de Saizieu :  170 p.

## Œuvre complète
Note : la 1re date est celle de la 1re édition américaine.
- 1903 : Patty étudiante (When Patty Went to College)
- 1905 : Wheat Princess (inédit en France)
- 1907 : Jerry Junior (inédit en France)
- 1908: The Four Pools Mystery (inédit en France)
- 1909 : Much Ado About Peter (inédit en France)
- 1911 : Trois petites Américaines (Just Patty)
- 1912 : Papa Faucheux (roman d'une Américaine) (Daddy-Long-Legs), renommé Papa-Longues-Jambes en 1981 en France.
- 1915 : Mon ennemi chéri (Dear Enemy)

## Sources
site Internet
- Bibliothèque nationale de France (catalogue général)
- Biographie de Jean Webster

Livres
- Mary Boewe : Bewildered, Bothered, and Bewitched: Mark Twain’s View of Three Women Writers  (2007). Mark Twain Journal 45 (1): 17–24.
- Alan Simpson, Mary Simpson et Ralph Connor : Jean Webster: Storyteller ; Poughkeepsie: Tymor Associates ; 1984). Library of Congress Catalog n° 84–50869

## Autre source
- (en) Cet article est partiellement ou en totalité issu de l’article de Wikipédia en anglais intitulé « Jean Webster » (voir la liste des auteurs).